# David Brown (producer)
David Brown (New York, 1916. július 28. – New York, 2010. február 1.) amerikai filmproducer.

## Pályafutása
Lillian (született Baren) és Edward Fisher Brown gyermeke.
Richard D. Zanuck amerikai producer produceres partnereként tett szert nagy ismeretségre. 1991-ben közösen nyerték meg az Irving G. Thalberg-emlékdíjat, a Filmművészeti és Filmtudományi Akadémia legkreatívabb producereinek járó díját. Filmjeik közül két korai Steven Spielberg filmet érdemes kiemelni a Sugarlandi hajtóvadászat-ot 1975-ből, valamint a Cápa című filmet 1975-ből. De olyan kasszasikerekben is részt vett, mint a Selyemgubó (1985), Miss Daisy sofőrje (1989), vagy éppen az Angyal a lépcsőn (1999).
Hosszú pályafutása során számos díja mellett 4 Oscar-jelölést is magáénak tudhat. Neves színészekkel és rendezőkkel dolgozhatott együtt, többek között Dustin Hoffmannal, valamint a már említett Steven Spielberg-gel.
Halála Manhattan-i házában érte 2010 február 1-jén, életének 94. évében.

## Filmjei
- A nagy balhé (1973)
- Sugarlandi hajtóvadászat (1974)
- Lány a Petrovka utcából (1974)
- Bosszú az Eiger csúcsán (1975)
- A cápa (1975)
- A cápa 2. (1978)
- Rémségek szigete (1980)
- Jó szomszédok (1981)
- Az ítélet (1982)
- Selyemgubó (1985)
- Célpont (1985)
- Selyemgubó 2. – A visszatérés (1988)
- Miss Daisy sofőrje (1989)
- A játékos (1992)
- Puha kis sasfészek – Ahova úgyis hazatérsz (1992)
- Egy becsületbeli ügy (1992)
- Özvegyek klubja (1993)
- Vigyázz rá (1993)
- Pajzs a résen, avagy a tökéletlen erő (1995)
- Az Angyal (1997)
- A gyűjtő (1997)
- Angyal a lépcsőn (1999)
- Csokoládé (2000)
- A pók hálójában (2001)
- Túl nagy fogás (2002)